# Рось (Білорусь)
Рось (біл. Рось) — селище міського типу в Гродненській області Білорусі, в Волковиському районі.
Населення селища становить 6,2 тис. осіб (2006).
Працюють підприємства з виробництва будівельних матеріалів та харчової промисловості.

## Історія
Селище відоме з XVI століття як містечко Волковиського повіту Новогрудського воєводства Великого Князівства Литовського. Поряд знаходився однойменний маєток Ходкевичей, тому Рось мала другу назву — Підрось. З 1795 року у складі Російської імперії як центр Роської волості Волковиського повіту спочатку в Слонімській, пізніше Литовській, а з 1801 року в Гродненській губернії. Із будівництвом в 1886 році залізниці Рось стає залізничною станцією. У 1921—1939 роках селище перебувало в складі Польщі як центр гміни Волковиського повіту. З 1939 року в БРСР, з 1958 року має статус селища міського типу.
| Білорусь | Це незавершена стаття з географії Білорусі. Ви можете допомогти проєкту, виправивши або дописавши її. |